# Santa-Lucia-di-Mercurio
Santa-Lucia-di-Mercurio är en kommun i departementet Haute-Corse på ön Korsika i Frankrike. Kommunen ligger i kantonen Bustanico som tillhör arrondissementet Corte. År 2022 hade Santa-Lucia-di-Mercurio 116 invånare.

## Befolkningsutveckling
Antalet invånare i kommunen Santa-Lucia-di-Mercurio
Referens:INSEE